# PostGIS
PostGIS (ぽすとじす) は PostgreSQL データベースで地理空間情報を扱うための拡張である。GNU General Public License のオープンソースソフトウェアとして配布されている。

## 特徴
- 地理データ型として、点、線分、ポリゴン とそれらの複数の組み合わせを扱うことができる。
- 地理空間情報の演算を行うことができ、3x3 行列 での変換や、面積、距離、周囲の長さなどを計算できる。(GEOS ライブラリを利用)
- 地理空間情報に対して、和、差、対称差などの演算を行うことができる。
- R木 インデックスを使用して高速な検索ができる。実際には PostgreSQL 汎用検索ツリー (GiST) フレームワークを使用し、独自にR木を実装している。
- 地理空間情報とそれ以外の情報を組み合わせて検索することができる。

PostGIS の実装はディスクとメモリのフットプリントを抑えた「軽量な」地理空間情報とインデックスを基礎としている。軽量にすることでより多くのデータをメモリ上に保持することができ、その結果として性能を向上させている。

## PostGIS を利用できるソフトウェア製品
PostGIS をバックエンド・データベース として利用できるソフトウェア製品として以下がある：
- ArcSDE 9.3
- Cadcorp SIS
- Feature Manipulation Engine
- GeoServer
- GRASS GIS (GPL)
- Interoperability Extension from ESRI
- Ionic Red Spider
- Kosmo (GPL)
- Manifold System
- Mapnik (LGPL)
- MapDotNet Server
- MapServer (BSD)
- MapGuide (LGPL)
- MezoGIS
- OpenJUMP (GPL)
- QGIS (GPL)
- TerraLib (LGPL)
- TerraView (GPL)
- uDig (LGPL)

## 歴史
http://www.refractions.net/products/postgis/history/ を参照。
最初のバージョンは2001年に Refractions Research から GPL ライセンスでリリースされ、その後継続して開発が進められている。2006年には en:Open Geospatial Consortium から en:Simple Features に適合しているという承認された。